# Мохове (Шадрінський район)
Мо́хове (рос. Моховое) — присілок у складі Шадрінського району Курганської області, Росія. Входить до складу Батуринської сільської ради.
Населення — 29 осіб (2010, 65 у 2002).
Національний склад станом на 2002 рік: росіяни — 89 %.